# Рубцов, Алексей Вячеславович
Алексей Вячеславович Рубцов (род. 5 августа 1988, Москва) - российский профессиональный скалолаз. Чемпион мира по скалолазанию 2009 года в боулдеринге, чемпион Европы 2020 года в многоборье, бронзовый призёр Всемирных игр 2017 года в боулдеринге.  Победитель боулдерингового турнира Melloblocco 2012 года. На чемпионате Европы по скалолазанию IFSC 2020 года он выиграл многоборье, добыв тем самым путёвку на летние Олимпийские игры 2020 года.

## Биография
В 2006 Алексей Рубцов впервые принял участие на чемпионате России. В 2008 году он выступал на двух этапах Кубка мира по боулдерингу. В 2009 году он снова участвовал в чемпионате мира по боулдерингу, победив Рустама Гельманова и Дэвида Барранса. В течение следующих двух лет он участвовал в нескольких этапах Кубка мира по боулдерингу, заняв третье место в Шеффилде и Мюнхене в 2011 году.
В мае 2012 года он принял участие в 9-м турнире Melloblocco в Валь-Мазино в Италии, на котором участвовало 2200 человек. Рубцов разделил победу с Мишель Каминати и Энтони Гуллстеном.
Алексей Рубцов является основателем собственного боулдерингового центра на севере Москвы, который называется «Токио».
В 2017 году принял участие во Всемирных играх во Вроцлаве, где завоевал бронзовую медаль в боулдеринге.
В 2020 году Рубцов участвовал на домашнем чемпионате Европы, где разыгрывалась последняя для европейцев путёвка на Олимпийские игры. Алексей завоевал золотую медаль, при этом до конца многоборья россиянин шёл на втором месте, однако выступавший последним израильтянин Юваль Шемла, выигравший этап в лазании на трудность, сместил текущего лидера швейцарца Сашу Леманна на второе место. Из-за формулы подсчёта очков, которая подразумеваем умножение, уступившие израильтянину Леманн и Рубцов поменялись местами в итоговой классификации, и таким образом россиянин получил право выступить на Олимпиаде в Токио, где завершил выступления в квалификации на 13-м месте и не прошёл в финал.